# Makoto Shiina
Makoto Shiina (japanisch 椎名 誠, Shiina Makoto; geboren 14. Juni 1944 in Tokio) ist ein japanischer Schriftsteller, Fotograf und Filmregisseur.

## Leben und Wirken
Makoto Shiina war 6 Jahre alt, als er aufgrund der Arbeit seines Vaters, ein zertifizierter Wirtschaftsprüfer, nach Makuhari (幕張) in der Präfektur Chiba zog. Er trat in die „Chiba Municipal High School“ (市立千葉高等学校) ein und freundete sich mit dem gleichaltrigen Illustrator Hitoshi Sawano (沢野 ひとし) an. Er traf auch Sawanos Freund seit der „Junior High School“ (中学校), den Anwalt Shinsuke Kimura (木村 晋介; geboren 1945). Seit dieser Zeit sind die drei bis heute befreundet. 1964 trat Shiina in die „Tokyo University of Photography“ – heute „Tokyo Polytechnic University“ (東京工芸大学, Tōkyō kōgei daigaku) – ein, wurde jedoch im Februar des folgenden Jahres bei einem Unfall schwer verletzt. Er hatte keine andere Wahl, als das Studium abzubrechen. Er besuchte daraufhin eine Schauspielschule, während er in Teilzeit arbeitete, und begann ein Drehbuchstudium.
Ungefähr zu dieser Zeit begann er zusammen mit Sawano und Kimura in Koiwa, Bezirk Edogawa, zu leben. 1969 startete er ein Fachmagazin für die Vertriebsbranche und übernahm die Position des Chefredakteurs. 1976 gründete er zusammen mit Sawano und dem Kritiker Meguro Kōji (目黒 考二; geboren 1946) das „Hon no Zasshi“ (本の雑誌) – „Magazin des Buches“. Das Schreiben für das Magazin war der Ausgangspunkt einer substantiellen schriftstellerischen Tätigkeit. 1979 wurde „Saraba Kokubunji shoten no obaba“ (さらば国分寺書店のオババ) „Auf Wiedersehen, Kokubunji Buchhandlung Obaba“, eine Sammlung von Essays, die in „Hon no Zasshi“ veröffentlicht wurde, ein Bestseller, mit dem Shiina weit bekannt wurde. Shiina schreibt keine Texte, in denen man etwas zwischen den Zeilen lesen muss, sondern es ist in gewisser Weise ein exzessiver Stil, der alle emotionalen Bewegungen und begleitenden Handlungen erklärt und der Fantasie des Lesers keinen Raum lässt.
Diesem sogenannten „Super-Essay“ folgten
- „Kibun wa dabadaba sōsu“ (気分はだぼだぼソース) – „Ein Gefühl wie eine klumpige Soße“ (1980),
- „Katsuobushi no jidai nanoda“ (かつをぶしの時代なのだ) – „Irgendwie die Zeit von Katsuobushi[A 1]“,
- „Modae kurushimu katsuji chūdoku-sha jigoku no miso zō“ (もだえ苦しむ活字中毒者地獄の味噌蔵) – „Sich windender Lesesüchtiger Miso-Lagerhaus in der Hölle“ (1981) und
- „Aishū no machi ni kiriga furunoda“ (哀愁の町に霧が降るのだ) – „Auf die Stadt der Trauer fällt Nebel“ (1981 bis 1982), ein halbautobiografischer Roman.

Im Frühjahr 1981 verlagerte Shiina nach seinem Ausscheiden aus dem Fachmagazin-Verlag seinen Schwerpunkt sukzessive auf den Romanbereich:
- „Gaku monogatari“ (岳物語) – „Geschichte des Gaku“ (1985),
- „Nanohana monogatari“ (菜の花物語) – „Geschichte der Rapsblüte“ (1987),
- „Inu no keifu“ (犬の系譜) – „Genealogie der Hunde“ (1988). Ausgezeichnet mit dem „Yoshikawa Eiji Prize for New Writers“ (吉川英治文学新人賞),
- „Shiroi te“ (白い手) – „Die weiße Hand“ (1989),
- „Harusaki no hebi“ (はるさきのへび) – „Eine Schlange am Frühlingsanfang“ (1994),
- „Shimbashi Karasumoriguchi Seishun Hen“ (新橋烏森口青春篇) „Shimbashi Karasumoriguchi, Jugendzeit“(1987), der seine eigene Jugend darstellt,
- „Ginza no karasu“ (銀座のカラス) – „Die Krähe der Ginza“ (1991),
- „Ado bādo“ (アド・バード) – „Werbevogel“, Gewinner des „Nihon SF Taishō Award“ (日本SF大賞),
- „Suiiki“ (水域) – „Gewässer“ (1990),
- „Busō Shimada sōko“ (武装島田倉庫) – „Waffen-Lagerhaus Shimada“ (1990).

Gleichzeitig verfasste Shiina weiterhin Reportagen, darunter „Washira wa ayashī tankentai“ (わしらは怪しい探検隊) – „Wir sind eine verdächtige Detektivmannschaft“ (1980). Wenn man den danach erschienenen Roman „Tobu otoko, kamu onna“ (飛ぶ男、噛む女) – „Fliegender Mann, beißende Frau“ (2001) liest, stellt man fest, dass sich sein Stil in einen fantastischen gewandelt hat.